# AlUla Tour 2024
AlUla Tour 2024 var den fjerde udgave af det saudiarabiske landevejscykelløb, tidligere kendt som Saudi Tour. Løbet foregik i perioden 30. januar til 3. februar 2024. Løbet var en del af UCI Asia Tour 2024 og var i kategorien 2.1.
Den samlede vinder af løbet blev britiske Simon Yates fra Team Jayco AlUla.

## Etaperne
| Etape    | Dato     | Start – Mål                                             | type              | Afstand (km) | Elevation (m) | Etapevinder       | Førende rytter    |
| -------- | -------- | ------------------------------------------------------- | ----------------- | ------------ | ------------- | ----------------- | ----------------- |
| 1. etape | 30. jan. | Al Manshiyah Train Station – Al Manshiyah Train Station | flad etape        | 149,1        | 686 m         | Casper van Uden   | Casper van Uden   |
| 2. etape | 31. jan. | Winter Park – Sharaan Natural Reserve                   | kuperet etape     | 199,1        | 1.359 m       | Søren Wærenskjold | Søren Wærenskjold |
| 3. etape | 1. feb.  | Al Ula International Airport – Al-`Ula                  | flad etape        | 170,6        | 953 m         | Tim Merlier       | Casper van Uden   |
| 4. etape | 2. feb.  | Madain Saleh – Maraya                                   | kuperet etape     | 142,2        | 1.023 m       | Tim Merlier       | Tim Merlier       |
| 5. etape | 3. feb.  | Al-Ula Old Town – Ḩarrat Khaybar                        | middel bjergetape | 150,2        | 1.330 m       | Simon Yates       | Simon Yates       |

### 1. etape
| Al Manshiyah Train Station - Al Manshiyah Train Station | flad etape | (149,1 km) |

| \| Etaperesultat \| Etaperesultat \| Etaperesultat \| Etaperesultat \| Etaperesultat \| \| Rytter \| Rytter \| Hold \| Tid \| \| \| ------------- \| ----------------- \| ------------------------- \| ------------- \| ------------- \| \| 1. \| Casper van Uden \| Team dsm-firmenich PostNL \| 3t 18' 55" \| \| \| 2. \| Dylan Groenewegen \| Team Jayco AlUla \| + 0" \| \| \| 3. \| Tim Merlier \| Soudal Quick-Step \| + 0" \| \| \| 4. \| Søren Wærenskjold \| Uno-X Mobility \| + 0" \| \| \| 5. \| Dušan Rajović \| Bahrain Victorious \| + 0" \| \| \| 6. \| Arvid de Kleijn \| Tudor Pro Cycling Team \| + 0" \| \| \| 7. \| Matteo Malucelli \| JCLTeam Ukyo \| + 0" \| \| \| 8. \| Sebastián Molano \| UAE Team Emirates \| + 0" \| \| \| 9. \| Gleb Syritsa \| Astana Qazaqstan Team \| + 0" \| \| \| 10. \| Davide Cimolai \| Movistar Team \| + 0" \| \| |                   |                           |            |
| |                   |                           |            |
| Kilde: ProCyclingStats |                   |                           |            |
| Etaperesultat |                   |                           |            |
| Rytter | Rytter            | Hold                      | Tid        |
| 1. | Casper van Uden   | Team dsm-firmenich PostNL | 3t 18' 55" |
| 2. | Dylan Groenewegen | Team Jayco AlUla          | + 0"       |
| 3. | Tim Merlier       | Soudal Quick-Step         | + 0"       |
| 4. | Søren Wærenskjold | Uno-X Mobility            | + 0"       |
| 5. | Dušan Rajović     | Bahrain Victorious        | + 0"       |
| 6. | Arvid de Kleijn   | Tudor Pro Cycling Team    | + 0"       |
| 7. | Matteo Malucelli  | JCLTeam Ukyo              | + 0"       |
| 8. | Sebastián Molano  | UAE Team Emirates         | + 0"       |
| 9. | Gleb Syritsa      | Astana Qazaqstan Team     | + 0"       |
| 10. | Davide Cimolai    | Movistar Team             | + 0"       |

| \| Samlede stilling \| Samlede stilling \| Samlede stilling \| Samlede stilling \| Samlede stilling \| \| Rytter \| Rytter \| Hold \| Tid \| \| \| ---------------- \| ----------------- \| ------------------------- \| ---------------- \| ---------------- \| \| 1. \| Casper van Uden \| Team dsm-firmenich PostNL \| 3t 18' 45" \| \| \| 2. \| Dylan Groenewegen \| Team Jayco AlUla \| + 4" \| \| \| 3. \| Tim Merlier \| Soudal Quick-Step \| + 6" \| \| \| 4. \| Matteo Sobrero \| Bora-Hansgrohe \| + 7" \| \| \| 5. \| Fred Wright \| Bahrain Victorious \| + 8" \| \| \| 6. \| Fredrik Dversnes \| Uno-X Mobility \| + 9" \| \| \| 7. \| Søren Wærenskjold \| Uno-X Mobility \| + 10" \| \| \| 8. \| Dušan Rajović \| Bahrain Victorious \| + 10" \| \| \| 9. \| Arvid de Kleijn \| Tudor Pro Cycling Team \| + 10" \| \| \| 10. \| Matteo Malucelli \| JCLTeam Ukyo \| + 10" \| \| |                   |                           |            |
| |                   |                           |            |
| Kilde: ProCyclingStats |                   |                           |            |
| Samlede stilling |                   |                           |            |
| Rytter | Rytter            | Hold                      | Tid        |
| 1. | Casper van Uden   | Team dsm-firmenich PostNL | 3t 18' 45" |
| 2. | Dylan Groenewegen | Team Jayco AlUla          | + 4"       |
| 3. | Tim Merlier       | Soudal Quick-Step         | + 6"       |
| 4. | Matteo Sobrero    | Bora-Hansgrohe            | + 7"       |
| 5. | Fred Wright       | Bahrain Victorious        | + 8"       |
| 6. | Fredrik Dversnes  | Uno-X Mobility            | + 9"       |
| 7. | Søren Wærenskjold | Uno-X Mobility            | + 10"      |
| 8. | Dušan Rajović     | Bahrain Victorious        | + 10"      |
| 9. | Arvid de Kleijn   | Tudor Pro Cycling Team    | + 10"      |
| 10. | Matteo Malucelli  | JCLTeam Ukyo              | + 10"      |

### 2. etape
| Winter Park - Sharaan Natural Reserve | kuperet etape | (199,1 km) |

| \| Etaperesultat \| Etaperesultat \| Etaperesultat \| Etaperesultat \| Etaperesultat \| \| Rytter \| Rytter \| Hold \| Tid \| \| \| ------------- \| ----------------- \| ------------------------- \| ------------- \| ------------- \| \| 1. \| Søren Wærenskjold \| Uno-X Mobility \| 4t 42' 04" \| \| \| 2. \| Henok Mulubrhan \| Astana Qazaqstan Team \| + 0" \| \| \| 3. \| Nils Eekhoff \| Team dsm-firmenich PostNL \| + 0" \| \| \| 4. \| Bryan Coquard \| Cofidis \| + 0" \| \| \| 5. \| Casper van Uden \| Team dsm-firmenich PostNL \| + 0" \| \| \| 6. \| Jordi Warlop \| Soudal Quick-Step \| + 0" \| \| \| 7. \| Rick Pluimers \| Tudor Pro Cycling Team \| + 0" \| \| \| 8. \| Maikel Zijlaard \| Tudor Pro Cycling Team \| + 2" \| \| \| 9. \| Pierre Latour \| TotalEnergies \| + 2" \| \| \| 10. \| Iván Romeo \| Movistar Team \| + 2" \| \| |                   |                           |            |
| |                   |                           |            |
| Kilde: ProCyclingStats |                   |                           |            |
| Etaperesultat |                   |                           |            |
| Rytter | Rytter            | Hold                      | Tid        |
| 1. | Søren Wærenskjold | Uno-X Mobility            | 4t 42' 04" |
| 2. | Henok Mulubrhan   | Astana Qazaqstan Team     | + 0"       |
| 3. | Nils Eekhoff      | Team dsm-firmenich PostNL | + 0"       |
| 4. | Bryan Coquard     | Cofidis                   | + 0"       |
| 5. | Casper van Uden   | Team dsm-firmenich PostNL | + 0"       |
| 6. | Jordi Warlop      | Soudal Quick-Step         | + 0"       |
| 7. | Rick Pluimers     | Tudor Pro Cycling Team    | + 0"       |
| 8. | Maikel Zijlaard   | Tudor Pro Cycling Team    | + 2"       |
| 9. | Pierre Latour     | TotalEnergies             | + 2"       |
| 10. | Iván Romeo        | Movistar Team             | + 2"       |

| \| Samlede stilling \| Samlede stilling \| Samlede stilling \| Samlede stilling \| Samlede stilling \| \| Rytter \| Rytter \| Hold \| Tid \| \| \| ---------------- \| -------------------------- \| ------------------------- \| ---------------- \| ---------------- \| \| 1. \| Søren Wærenskjold \| Uno-X Mobility \| 8t 00' 49" \| \| \| 2. \| Casper van Uden \| Team dsm-firmenich PostNL \| + 0" \| \| \| 3. \| Henok Mulubrhan \| Astana Qazaqstan Team \| + 4" \| \| \| 4. \| Nils Eekhoff \| Team dsm-firmenich PostNL \| + 6" \| \| \| 5. \| Tim Merlier \| Soudal Quick-Step \| + 8" \| \| \| 6. \| Matteo Sobrero \| Bora-Hansgrohe \| + 9" \| \| \| 7. \| Xabier Azparren \| Q36.5 Pro Cycling Team \| + 9" \| \| \| 8. \| Bryan Coquard \| Cofidis \| + 10" \| \| \| 9. \| Rick Pluimers \| Tudor Pro Cycling Team \| + 10" \| \| \| 10. \| Anders Halland Johannessen \| Uno-X Mobility \| + 10" \| \| |                            |                           |            |
| |                            |                           |            |
| Kilde: ProCyclingStats |                            |                           |            |
| Samlede stilling |                            |                           |            |
| Rytter | Rytter                     | Hold                      | Tid        |
| 1. | Søren Wærenskjold          | Uno-X Mobility            | 8t 00' 49" |
| 2. | Casper van Uden            | Team dsm-firmenich PostNL | + 0"       |
| 3. | Henok Mulubrhan            | Astana Qazaqstan Team     | + 4"       |
| 4. | Nils Eekhoff               | Team dsm-firmenich PostNL | + 6"       |
| 5. | Tim Merlier                | Soudal Quick-Step         | + 8"       |
| 6. | Matteo Sobrero             | Bora-Hansgrohe            | + 9"       |
| 7. | Xabier Azparren            | Q36.5 Pro Cycling Team    | + 9"       |
| 8. | Bryan Coquard              | Cofidis                   | + 10"      |
| 9. | Rick Pluimers              | Tudor Pro Cycling Team    | + 10"      |
| 10. | Anders Halland Johannessen | Uno-X Mobility            | + 10"      |

### 3. etape
| Al Ula International Airport - Al-`Ula | flad etape | (170,6 km) |

| \| Etaperesultat \| Etaperesultat \| Etaperesultat \| Etaperesultat \| Etaperesultat \| \| Rytter \| Rytter \| Hold \| Tid \| \| \| ------------- \| ---------------- \| ------------------------- \| ------------- \| ------------- \| \| 1. \| Tim Merlier \| Soudal Quick-Step \| 3t 59' 52" \| \| \| 2. \| Arvid de Kleijn \| Tudor Pro Cycling Team \| + 0" \| \| \| 3. \| Casper van Uden \| Team dsm-firmenich PostNL \| + 0" \| \| \| 4. \| Luka Mezgec \| Team Jayco AlUla \| + 0" \| \| \| 5. \| Sebastián Molano \| UAE Team Emirates \| + 0" \| \| \| 6. \| Dušan Rajović \| Bahrain Victorious \| + 0" \| \| \| 7. \| Rui Oliveira \| UAE Team Emirates \| + 0" \| \| \| 8. \| Bryan Coquard \| Cofidis \| + 0" \| \| \| 9. \| Lucas Hamilton \| Team Jayco AlUla \| + 0" \| \| \| 10. \| Gleb Syritsa \| Astana Qazaqstan Team \| + 0" \| \| |                  |                           |            |
| |                  |                           |            |
| Kilde: ProCyclingStats |                  |                           |            |
| Etaperesultat |                  |                           |            |
| Rytter | Rytter           | Hold                      | Tid        |
| 1. | Tim Merlier      | Soudal Quick-Step         | 3t 59' 52" |
| 2. | Arvid de Kleijn  | Tudor Pro Cycling Team    | + 0"       |
| 3. | Casper van Uden  | Team dsm-firmenich PostNL | + 0"       |
| 4. | Luka Mezgec      | Team Jayco AlUla          | + 0"       |
| 5. | Sebastián Molano | UAE Team Emirates         | + 0"       |
| 6. | Dušan Rajović    | Bahrain Victorious        | + 0"       |
| 7. | Rui Oliveira     | UAE Team Emirates         | + 0"       |
| 8. | Bryan Coquard    | Cofidis                   | + 0"       |
| 9. | Lucas Hamilton   | Team Jayco AlUla          | + 0"       |
| 10. | Gleb Syritsa     | Astana Qazaqstan Team     | + 0"       |

| \| Samlede stilling \| Samlede stilling \| Samlede stilling \| Samlede stilling \| Samlede stilling \| \| Rytter \| Rytter \| Hold \| Tid \| \| \| ---------------- \| ------------------ \| ------------------------- \| ---------------- \| ---------------- \| \| 1. \| Casper van Uden \| Team dsm-firmenich PostNL \| 12t 00' 37" \| \| \| 2. \| Tim Merlier \| Soudal Quick-Step \| + 2" \| \| \| 3. \| Matteo Sobrero \| Bora-Hansgrohe \| + 10" \| \| \| 4. \| Nils Eekhoff \| Team dsm-firmenich PostNL \| + 10" \| \| \| 5. \| Bryan Coquard \| Cofidis \| + 12" \| \| \| 6. \| Rick Pluimers \| Tudor Pro Cycling Team \| + 14" \| \| \| 7. \| Fred Wright \| Bahrain Victorious \| + 14" \| \| \| 8. \| Finn Fisher-Black \| UAE Team Emirates \| + 15" \| \| \| 9. \| Merhawi Kudus \| Terengganu Cycling Team \| + 16" \| \| \| 10. \| Gianluca Brambilla \| Q36.5 Pro Cycling Team \| + 16" \| \| |                    |                           |             |
| |                    |                           |             |
| Kilde: ProCyclingStats |                    |                           |             |
| Samlede stilling |                    |                           |             |
| Rytter | Rytter             | Hold                      | Tid         |
| 1. | Casper van Uden    | Team dsm-firmenich PostNL | 12t 00' 37" |
| 2. | Tim Merlier        | Soudal Quick-Step         | + 2"        |
| 3. | Matteo Sobrero     | Bora-Hansgrohe            | + 10"       |
| 4. | Nils Eekhoff       | Team dsm-firmenich PostNL | + 10"       |
| 5. | Bryan Coquard      | Cofidis                   | + 12"       |
| 6. | Rick Pluimers      | Tudor Pro Cycling Team    | + 14"       |
| 7. | Fred Wright        | Bahrain Victorious        | + 14"       |
| 8. | Finn Fisher-Black  | UAE Team Emirates         | + 15"       |
| 9. | Merhawi Kudus      | Terengganu Cycling Team   | + 16"       |
| 10. | Gianluca Brambilla | Q36.5 Pro Cycling Team    | + 16"       |

### 4. etape
| Madain Saleh - Maraya | kuperet etape | (142,2 km) |

| \| Etaperesultat \| Etaperesultat \| Etaperesultat \| Etaperesultat \| Etaperesultat \| \| Rytter \| Rytter \| Hold \| Tid \| \| \| ------------- \| ----------------- \| ------------------------- \| ------------- \| ------------- \| \| 1. \| Tim Merlier \| Soudal Quick-Step \| 3t 11' 43" \| \| \| 2. \| Bryan Coquard \| Cofidis \| + 0" \| \| \| 3. \| Casper van Uden \| Team dsm-firmenich PostNL \| + 0" \| \| \| 4. \| Rick Pluimers \| Tudor Pro Cycling Team \| + 0" \| \| \| 5. \| Luka Mezgec \| Team Jayco AlUla \| + 0" \| \| \| 6. \| Matteo Moschetti \| Q36.5 Pro Cycling Team \| + 0" \| \| \| 7. \| Davide Cimolai \| Movistar Team \| + 0" \| \| \| 8. \| Søren Wærenskjold \| Uno-X Mobility \| + 0" \| \| \| 9. \| Rui Oliveira \| UAE Team Emirates \| + 0" \| \| \| 10. \| Émilie Jeannot \| \| + 0" \| \| |                   |                           |            |
| |                   |                           |            |
| Kilde: ProCyclingStats |                   |                           |            |
| Etaperesultat |                   |                           |            |
| Rytter | Rytter            | Hold                      | Tid        |
| 1. | Tim Merlier       | Soudal Quick-Step         | 3t 11' 43" |
| 2. | Bryan Coquard     | Cofidis                   | + 0"       |
| 3. | Casper van Uden   | Team dsm-firmenich PostNL | + 0"       |
| 4. | Rick Pluimers     | Tudor Pro Cycling Team    | + 0"       |
| 5. | Luka Mezgec       | Team Jayco AlUla          | + 0"       |
| 6. | Matteo Moschetti  | Q36.5 Pro Cycling Team    | + 0"       |
| 7. | Davide Cimolai    | Movistar Team             | + 0"       |
| 8. | Søren Wærenskjold | Uno-X Mobility            | + 0"       |
| 9. | Rui Oliveira      | UAE Team Emirates         | + 0"       |
| 10. | Émilie Jeannot    |                           | + 0"       |

| \| Samlede stilling \| Samlede stilling \| Samlede stilling \| Samlede stilling \| Samlede stilling \| \| Rytter \| Rytter \| Hold \| Tid \| \| \| ---------------- \| ------------------ \| ------------------------- \| ---------------- \| ---------------- \| \| 1. \| Tim Merlier \| Soudal Quick-Step \| 15t 12' 12" \| \| \| 2. \| Casper van Uden \| Team dsm-firmenich PostNL \| + 4" \| \| \| 3. \| Bryan Coquard \| Cofidis \| + 14" \| \| \| 4. \| Matteo Sobrero \| Bora-Hansgrohe \| + 21" \| \| \| 5. \| Rick Pluimers \| Tudor Pro Cycling Team \| + 22" \| \| \| 6. \| Luka Mezgec \| Team Jayco AlUla \| + 24" \| \| \| 7. \| Finn Fisher-Black \| UAE Team Emirates \| + 26" \| \| \| 8. \| Merhawi Kudus \| Terengganu Cycling Team \| + 27" \| \| \| 9. \| Gianluca Brambilla \| Q36.5 Pro Cycling Team \| + 27" \| \| \| 10. \| Davide Formolo \| Movistar Team \| + 27" \| \| |                    |                           |             |
| |                    |                           |             |
| Kilde: ProCyclingStats |                    |                           |             |
| Samlede stilling |                    |                           |             |
| Rytter | Rytter             | Hold                      | Tid         |
| 1. | Tim Merlier        | Soudal Quick-Step         | 15t 12' 12" |
| 2. | Casper van Uden    | Team dsm-firmenich PostNL | + 4"        |
| 3. | Bryan Coquard      | Cofidis                   | + 14"       |
| 4. | Matteo Sobrero     | Bora-Hansgrohe            | + 21"       |
| 5. | Rick Pluimers      | Tudor Pro Cycling Team    | + 22"       |
| 6. | Luka Mezgec        | Team Jayco AlUla          | + 24"       |
| 7. | Finn Fisher-Black  | UAE Team Emirates         | + 26"       |
| 8. | Merhawi Kudus      | Terengganu Cycling Team   | + 27"       |
| 9. | Gianluca Brambilla | Q36.5 Pro Cycling Team    | + 27"       |
| 10. | Davide Formolo     | Movistar Team             | + 27"       |

### 5. etape
| Al-Ula Old Town - Ḩarrat Khaybar | middel bjergetape | (150,2 km) |

| \| Etaperesultat \| Etaperesultat \| Etaperesultat \| Etaperesultat \| Etaperesultat \| \| Rytter \| Rytter \| Hold \| Tid \| \| \| ------------- \| -------------------------- \| ---------------------- \| ------------- \| ------------- \| \| 1. \| Simon Yates \| Team Jayco AlUla \| 3t 24' 37" \| \| \| 2. \| William Junior Lecerf \| Soudal Quick-Step \| + 0" \| \| \| 3. \| Finn Fisher-Black \| UAE Team Emirates \| + 0" \| \| \| 4. \| Rafał Majka \| UAE Team Emirates \| + 2" \| \| \| 5. \| Pierre Latour \| TotalEnergies \| + 5" \| \| \| 6. \| Anders Halland Johannessen \| Uno-X Mobility \| + 5" \| \| \| 7. \| Gianluca Brambilla \| Q36.5 Pro Cycling Team \| + 7" \| \| \| 8. \| Matteo Sobrero \| Bora-Hansgrohe \| + 7" \| \| \| 9. \| Davide Formolo \| Movistar Team \| + 11" \| \| \| 10. \| Iván Romeo \| Movistar Team \| + 29" \| \| |                            |                        |            |
| |                            |                        |            |
| Kilde: ProCyclingStats |                            |                        |            |
| Etaperesultat |                            |                        |            |
| Rytter | Rytter                     | Hold                   | Tid        |
| 1. | Simon Yates                | Team Jayco AlUla       | 3t 24' 37" |
| 2. | William Junior Lecerf      | Soudal Quick-Step      | + 0"       |
| 3. | Finn Fisher-Black          | UAE Team Emirates      | + 0"       |
| 4. | Rafał Majka                | UAE Team Emirates      | + 2"       |
| 5. | Pierre Latour              | TotalEnergies          | + 5"       |
| 6. | Anders Halland Johannessen | Uno-X Mobility         | + 5"       |
| 7. | Gianluca Brambilla         | Q36.5 Pro Cycling Team | + 7"       |
| 8. | Matteo Sobrero             | Bora-Hansgrohe         | + 7"       |
| 9. | Davide Formolo             | Movistar Team          | + 11"      |
| 10. | Iván Romeo                 | Movistar Team          | + 29"      |

## Trøjernes fordeling gennem løbet
| Etape    |                   | Vinder _          | Samlede stilling  | Pointtrøje        | Ungdomstrøje          | Holdkonkurrence _      |
| -------- | ----------------- | ----------------- | ----------------- | ----------------- | --------------------- | ---------------------- |
| 1. etape | flad etape        | Casper van Uden   | Casper van Uden   | Casper van Uden   | Casper van Uden       | Q36.5 Pro Cycling Team |
| 2. etape | kuperet etape     | Søren Wærenskjold | Søren Wærenskjold | Søren Wærenskjold | Søren Wærenskjold     | Uno-X Mobility         |
| 3. etape | flad etape        | Tim Merlier       | Casper van Uden   | Casper van Uden   | Casper van Uden       | Soudal Quick-Step      |
| 4. etape | kuperet etape     | Tim Merlier       | Tim Merlier       | Tim Merlier       | Casper van Uden       | Team Jayco AlUla       |
| 5. etape | middel bjergetape | Simon Yates       | Simon Yates       | Tim Merlier       | William Junior Lecerf | Bora-Hansgrohe         |
| Samlet   | Samlet            |                   | Simon Yates       | Tim Merlier       | William Junior Lecerf | Bora-Hansgrohe         |

## Resultater
| \| Samlede stilling \| Samlede stilling \| Samlede stilling \| Samlede stilling \| Samlede stilling \| \| Rytter \| Rytter \| Hold \| Tid \| \| \| ---------------- \| --------------------- \| ----------------------- \| ---------------- \| ---------------- \| \| 1. \| Simon Yates \| Team Jayco AlUla \| 18t 37' 05" \| \| \| 2. \| William Junior Lecerf \| Soudal Quick-Step \| + 3" \| \| \| 3. \| Finn Fisher-Black \| UAE Team Emirates \| + 3" \| \| \| 4. \| Matteo Sobrero \| Bora-Hansgrohe \| + 12" \| \| \| 5. \| Gianluca Brambilla \| Q36.5 Pro Cycling Team \| + 18" \| \| \| 6. \| Davide Formolo \| Movistar Team \| + 22" \| \| \| 7. \| Bryan Coquard \| Cofidis \| + 32" \| \| \| 8. \| Rick Pluimers \| Tudor Pro Cycling Team \| + 40" \| \| \| 9. \| Iván Romeo \| Movistar Team \| + 40" \| \| \| 10. \| Merhawi Kudus \| Terengganu Cycling Team \| + 45" \| \| |                       |                         |             |
| |                       |                         |             |
| Kilde: ProCyclingStats |                       |                         |             |
| Samlede stilling |                       |                         |             |
| Rytter | Rytter                | Hold                    | Tid         |
| 1. | Simon Yates           | Team Jayco AlUla        | 18t 37' 05" |
| 2. | William Junior Lecerf | Soudal Quick-Step       | + 3"        |
| 3. | Finn Fisher-Black     | UAE Team Emirates       | + 3"        |
| 4. | Matteo Sobrero        | Bora-Hansgrohe          | + 12"       |
| 5. | Gianluca Brambilla    | Q36.5 Pro Cycling Team  | + 18"       |
| 6. | Davide Formolo        | Movistar Team           | + 22"       |
| 7. | Bryan Coquard         | Cofidis                 | + 32"       |
| 8. | Rick Pluimers         | Tudor Pro Cycling Team  | + 40"       |
| 9. | Iván Romeo            | Movistar Team           | + 40"       |
| 10. | Merhawi Kudus         | Terengganu Cycling Team | + 45"       |

| Samlede stilling | Samlede stilling      | Samlede stilling        | Samlede stilling | Samlede stilling |
| Rytter           | Rytter                | Hold                    | Tid              |                  |
| ---------------- | --------------------- | ----------------------- | ---------------- | ---------------- |
| 1.               | Simon Yates           | Team Jayco AlUla        | 18t 37' 05"      |                  |
| 2.               | William Junior Lecerf | Soudal Quick-Step       | + 3"             |                  |
| 3.               | Finn Fisher-Black     | UAE Team Emirates       | + 3"             |                  |
| 4.               | Matteo Sobrero        | Bora-Hansgrohe          | + 12"            |                  |
| 5.               | Gianluca Brambilla    | Q36.5 Pro Cycling Team  | + 18"            |                  |
| 6.               | Davide Formolo        | Movistar Team           | + 22"            |                  |
| 7.               | Bryan Coquard         | Cofidis                 | + 32"            |                  |
| 8.               | Rick Pluimers         | Tudor Pro Cycling Team  | + 40"            |                  |
| 9.               | Iván Romeo            | Movistar Team           | + 40"            |                  |
| 10.              | Merhawi Kudus         | Terengganu Cycling Team | + 45"            |                  |

| Pointkonkurrence | Pointkonkurrence      | Pointkonkurrence          | Pointkonkurrence | Pointkonkurrence |
| Rytter           | Rytter                | Hold                      | Point            |                  |
| ---------------- | --------------------- | ------------------------- | ---------------- | ---------------- |
| 1.               | Tim Merlier           | Soudal Quick-Step         | 39 point         |                  |
| 2.               | Casper van Uden       | Team dsm-firmenich PostNL | 39 point         |                  |
| 3.               | Søren Wærenskjold     | Uno-X Mobility            | 25 point         |                  |
| 4.               | Bryan Coquard         | Cofidis                   | 22 point         |                  |
| 5.               | Arvid de Kleijn       | Tudor Pro Cycling Team    | 17 point         |                  |
| 6.               | Simon Yates           | Team Jayco AlUla          | 15 point         |                  |
| 7.               | Luka Mezgec           | Team Jayco AlUla          | 13 point         |                  |
| 8.               | William Junior Lecerf | Soudal Quick-Step         | 12 point         |                  |
| 9.               | Rick Pluimers         | Tudor Pro Cycling Team    | 11 point         |                  |
| 10.              | Dušan Rajović         | Bahrain Victorious        | 11 point         |                  |

| Pointkonkurrence | Pointkonkurrence      | Pointkonkurrence          | Pointkonkurrence | Pointkonkurrence |
| Rytter           | Rytter                | Hold                      | Point            |                  |
| ---------------- | --------------------- | ------------------------- | ---------------- | ---------------- |
| 1.               | Tim Merlier           | Soudal Quick-Step         | 39 point         |                  |
| 2.               | Casper van Uden       | Team dsm-firmenich PostNL | 39 point         |                  |
| 3.               | Søren Wærenskjold     | Uno-X Mobility            | 25 point         |                  |
| 4.               | Bryan Coquard         | Cofidis                   | 22 point         |                  |
| 5.               | Arvid de Kleijn       | Tudor Pro Cycling Team    | 17 point         |                  |
| 6.               | Simon Yates           | Team Jayco AlUla          | 15 point         |                  |
| 7.               | Luka Mezgec           | Team Jayco AlUla          | 13 point         |                  |
| 8.               | William Junior Lecerf | Soudal Quick-Step         | 12 point         |                  |
| 9.               | Rick Pluimers         | Tudor Pro Cycling Team    | 11 point         |                  |
| 10.              | Dušan Rajović         | Bahrain Victorious        | 11 point         |                  |

| Ungdomskonkurrence | Ungdomskonkurrence         | Ungdomskonkurrence        | Ungdomskonkurrence | Ungdomskonkurrence |
| Rytter             | Rytter                     | Hold                      | Tid                |                    |
| ------------------ | -------------------------- | ------------------------- | ------------------ | ------------------ |
| 1.                 | William Junior Lecerf      | Soudal Quick-Step         | 18t 37' 08"        |                    |
| 2.                 | Finn Fisher-Black          | UAE Team Emirates         | + 0"               |                    |
| 3.                 | Rick Pluimers              | Tudor Pro Cycling Team    | + 37"              |                    |
| 4.                 | Iván Romeo                 | Movistar Team             | + 37"              |                    |
| 5.                 | Fred Wright                | Bahrain Victorious        | + 49"              |                    |
| 6.                 | Casper van Uden            | Team dsm-firmenich PostNL | + 1' 11"           |                    |
| 7.                 | Anders Halland Johannessen | Uno-X Mobility            | + 1' 18"           |                    |
| 8.                 | Thomas Pesenti             | JCLTeam Ukyo              | + 1' 49"           |                    |
| 9.                 | Enekoitz Azparren          | Euskaltel-Euskadi         | + 1' 49"           |                    |
| 10.                | Edoardo Zambanini          | Bahrain Victorious        | + 1' 55"           |                    |

| Ungdomskonkurrence | Ungdomskonkurrence         | Ungdomskonkurrence        | Ungdomskonkurrence | Ungdomskonkurrence |
| Rytter             | Rytter                     | Hold                      | Tid                |                    |
| ------------------ | -------------------------- | ------------------------- | ------------------ | ------------------ |
| 1.                 | William Junior Lecerf      | Soudal Quick-Step         | 18t 37' 08"        |                    |
| 2.                 | Finn Fisher-Black          | UAE Team Emirates         | + 0"               |                    |
| 3.                 | Rick Pluimers              | Tudor Pro Cycling Team    | + 37"              |                    |
| 4.                 | Iván Romeo                 | Movistar Team             | + 37"              |                    |
| 5.                 | Fred Wright                | Bahrain Victorious        | + 49"              |                    |
| 6.                 | Casper van Uden            | Team dsm-firmenich PostNL | + 1' 11"           |                    |
| 7.                 | Anders Halland Johannessen | Uno-X Mobility            | + 1' 18"           |                    |
| 8.                 | Thomas Pesenti             | JCLTeam Ukyo              | + 1' 49"           |                    |
| 9.                 | Enekoitz Azparren          | Euskaltel-Euskadi         | + 1' 49"           |                    |
| 10.                | Edoardo Zambanini          | Bahrain Victorious        | + 1' 55"           |                    |

| Holdkonkurrence | Holdkonkurrence        | Holdkonkurrence | Holdkonkurrence |
| Hold            | Hold                   | Tid             |                 |
| --------------- | ---------------------- | --------------- | --------------- |
| 1.              | Bora-Hansgrohe         | 55t 53' 03"     |                 |
| 2.              | UAE Team Emirates      | + 25"           |                 |
| 3.              | Team Jayco AlUla       | + 46"           |                 |
| 4.              | Q36.5 Pro Cycling Team | + 52"           |                 |
| 5.              | Cofidis                | + 1' 38"        |                 |

| Holdkonkurrence | Holdkonkurrence        | Holdkonkurrence | Holdkonkurrence |
| Hold            | Hold                   | Tid             |                 |
| --------------- | ---------------------- | --------------- | --------------- |
| 1.              | Bora-Hansgrohe         | 55t 53' 03"     |                 |
| 2.              | UAE Team Emirates      | + 25"           |                 |
| 3.              | Team Jayco AlUla       | + 46"           |                 |
| 4.              | Q36.5 Pro Cycling Team | + 52"           |                 |
| 5.              | Cofidis                | + 1' 38"        |                 |

## Hold og ryttere
| UCI WorldTeams (9)- Astana Qazaqstan Team - Bahrain Victorious - Bora-Hansgrohe - Cofidis - Movistar Team - Team Jayco AlUla - Team dsm-firmenich PostNL - Soudal Quick-Step - UAE Team Emirates UCI ProTeams (5)- Euskaltel-Euskadi - Q36.5 Pro Cycling Team - TotalEnergies - Tudor Pro Cycling Team - Uno-X Mobility UCI Kontinentalhold (3)- JCL Team Ukyo - Roojai Insurance - Terengganu Cycling Team Landshold- Saudi-Arabien |
| |

### Danske ryttere
| Danske ryttere på startlisten |                          |                   |           |
| Rygnummer                     | Rytter                   | Hold              | Placering |
| 5                             | Mathias Norsgaard        | Movistar Team     | 39        |
| 43                            | Louis Bendixen           | Uno-X Mobility    | 91        |
| 47                            | Henrik Breiner Pedersen  | Uno-X Mobility    | 42        |
| 132                           | Sebastian Kolze Changizi | Tudor Pro Cycling | 78        |

* DNF = gennemførte ikke

### Startliste
| Movistar Team MOV | Movistar Team MOV       | Movistar Team MOV |
| ----------------- | ----------------------- | ----------------- |
| Nr.               | Rytter                  | Placering         |
| 1                 | Davide Formolo (ITA)    | 6.                |
| 2                 | Carlos Canal (ESP)      | 40.               |
| 3                 | Davide Cimolai (ITA)    | 58.               |
| 4                 | Johan Jacobs (SUI)      | 35.               |
| 5                 | Mathias Norsgaard (DEN) | 39.               |
| 6                 | Lorenzo Milesi (ITA)    | DNF-5             |
| 7                 | Iván Romeo (ESP)        | 9.                |

| UAE Team Emirates UAD | UAE Team Emirates UAD      | UAE Team Emirates UAD |
| --------------------- | -------------------------- | --------------------- |
| Nr.                   | Rytter                     | Placering             |
| 11                    | Rafał Majka (POL)          | 18.                   |
| 12                    | Ivo Oliveira (POR)         | 84.                   |
| 13                    | Rui Oliveira (POR)         | 20.                   |
| 14                    | Finn Fisher-Black (NZL)    | 3.                    |
| 15                    | Vegard Stake Laengen (NOR) | 79.                   |
| 16                    | Sebastián Molano (COL)     | DNS-5                 |
| 17                    | Michael Vink (NZL)         | DNF-4                 |

| Bahrain Victorious TBV | Bahrain Victorious TBV  | Bahrain Victorious TBV |
| ---------------------- | ----------------------- | ---------------------- |
| Nr.                    | Rytter                  | Placering              |
| 21                     | Fred Wright (GBR)       | 14.                    |
| 22                     | Andrea Pasqualon (ITA)  | 72.                    |
| 23                     | Ahmed Madan (BRN )      | 113.                   |
| 24                     | Finlay Pickering (GBR)  | 60.                    |
| 25                     | Dušan Rajović (SRB)     | 59.                    |
| 26                     | Jasha Sütterlin (GER)   | 36.                    |
| 27                     | Edoardo Zambanini (ITA) | 26.                    |

| Team Jayco AlUla JAY | Team Jayco AlUla JAY       | Team Jayco AlUla JAY |
| -------------------- | -------------------------- | -------------------- |
| Nr.                  | Rytter                     | Placering            |
| 31                   | Simon Yates (GBR)          | 1.                   |
| 32                   | Dylan Groenewegen (NED)    | DNS-4                |
| 33                   | Alessandro De Marchi (ITA) | 101.                 |
| 34                   | Lucas Hamilton (AUS)       | 52.                  |
| 35                   | Luka Mezgec (SLO)          | 33.                  |
| 36                   | Jan Maas (NED)             | 54.                  |
| 37                   | Elmar Reinders (NED)       | 30.                  |

| Uno-X Mobility UXM | Uno-X Mobility UXM               | Uno-X Mobility UXM |
| ------------------ | -------------------------------- | ------------------ |
| Nr.                | Rytter                           | Placering          |
| 41                 | Søren Wærenskjold (NOR)          | 53.                |
| 42                 | Anders Halland Johannessen (NOR) | 19.                |
| 43                 | Louis Bendixen (DEN)             | 91.                |
| 44                 | Erlend Blikra (NOR)              | 87.                |
| 45                 | Fredrik Dversnes (NOR)           | 21.                |
| 46                 | Erik Nordsæter Resell (NOR)      | 47.                |
| 47                 | Henrik Breiner Pedersen (DEN)    | 42.                |

| Cofidis COF | Cofidis COF                | Cofidis COF |
| ----------- | -------------------------- | ----------- |
| Nr.         | Rytter                     | Placering   |
| 51          | Bryan Coquard (FRA)        | 7.          |
| 52          | Nicolas Debeaumarché (FRA) | 74.         |
| 53          | Aimé De Gendt (BEL)        | 55.         |
| 54          | Ben Hermans (BEL)          | 29.         |
| 55          | Jonathan Lastra (ESP)      | 12.         |
| 56          | Nolann Mahoudo (FRA)       | 65.         |
| 57          | Ludovic Robeet (BEL)       | 97.         |

| Team dsm-firmenich PostNL DFP | Team dsm-firmenich PostNL DFP | Team dsm-firmenich PostNL DFP |
| ----------------------------- | ----------------------------- | ----------------------------- |
| Nr.                           | Rytter                        | Placering                     |
| 61                            | John Degenkolb (GER)          | 49.                           |
| 62                            | Nils Eekhoff (NED)            | DNS-5                         |
| 63                            | Enzo Leijnse (NED)            | 92.                           |
| 64                            | Niklas Märkl (GER)            | DNF-4                         |
| 65                            | Tim Naberman (NED)            | 89.                           |
| 66                            | Casper van Uden (NED)         | 17.                           |
| 67                            | Bram Welten (NED)             | DNF-5                         |

| Astana Qazaqstan Team AST | Astana Qazaqstan Team AST | Astana Qazaqstan Team AST |
| ------------------------- | ------------------------- | ------------------------- |
| Nr.                       | Rytter                    | Placering                 |
| 71                        | Henok Mulubrhan (ERI)     | DNF-4                     |
| 72                        | Gleb Syritsa (RUS)        | 85.                       |
| 73                        | Igor Tjzhan (KAZ)         | 80.                       |
| 74                        | Anton Kuzmin (KAZ)        | 64.                       |
| 75                        | Daniil Marukhin (KAZ)     | 76.                       |
| 76                        | Nicolas Vinokurov (KAZ)   | 71.                       |
| 77                        | Alessandro Romele (ITA)   |                           |

| Bora-Hansgrohe BOH | Bora-Hansgrohe BOH          | Bora-Hansgrohe BOH |
| ------------------ | --------------------------- | ------------------ |
| Nr.                | Rytter                      | Placering          |
| 81                 | Maximilian Schachmann (GER) | 25.                |
| 82                 | Cesare Benedetti (POL)      | 51.                |
| 83                 | Nico Denz (GER)             | 15.                |
| 84                 | Jonas Koch (GER)            | 11.                |
| 85                 | Matteo Sobrero (ITA)        | 4.                 |

| Soudal Quick-Step SOQ | Soudal Quick-Step SOQ       | Soudal Quick-Step SOQ |
| --------------------- | --------------------------- | --------------------- |
| Nr.                   | Rytter                      | Placering             |
| 91                    | Tim Merlier (BEL)           | 41.                   |
| 92                    | Ayco Bastiaens (BEL)        | 77.                   |
| 93                    | William Junior Lecerf (BEL) | 2.                    |
| 94                    | Bert Van Lerberghe (BEL)    | 67.                   |
| 95                    | Warre Vangheluwe (BEL)      | DNS-5                 |
| 96                    | Jordi Warlop (BEL)          | 48.                   |
| 97                    | Martin Svrček (SVK)         | 66.                   |

| TotalEnergies TEN | TotalEnergies TEN       | TotalEnergies TEN |
| ----------------- | ----------------------- | ----------------- |
| Nr.               | Rytter                  | Placering         |
| 101               | Pierre Latour (FRA)     | 50.               |
| 102               | Fabien Doubey (FRA)     | 27.               |
| 103               | Émilien Jeannière (FRA) | 81.               |
| 104               | Paul Ourselin (FRA)     | 57.               |
| 105               | Julien Simon (FRA)      | 38.               |
| 106               | Jason Tesson (FRA)      | 103.              |
| 107               | Dries Van Gestel (BEL)  | 34.               |

| Euskaltel-Euskadi EUS | Euskaltel-Euskadi EUS          | Euskaltel-Euskadi EUS |
| --------------------- | ------------------------------ | --------------------- |
| Nr.                   | Rytter                         | Placering             |
| 111                   | Andoni López de Abetxuko (ESP) | 44.                   |
| 112                   | Gotzon Martín (ESP)            | 22.                   |
| 113                   | Xabier Berasategi (ESP)        | 63.                   |
| 114                   | Iker Bonillo (ESP)             | 90.                   |
| 115                   | Enekoitz Azparren (ESP)        | 24.                   |
| 116                   | Luis Ángel Maté (ESP)          | 13.                   |
| 117                   | Unai Zubeldia (ESP)            | 100.                  |

| Q36.5 Pro Cycling Team Q36 | Q36.5 Pro Cycling Team Q36 | Q36.5 Pro Cycling Team Q36 |
| -------------------------- | -------------------------- | -------------------------- |
| Nr.                        | Rytter                     | Placering                  |
| 121                        | Gianluca Brambilla (ITA)   | 5.                         |
| 122                        | Fabio Christen (SUI)       | 62.                        |
| 123                        | Tobias Ludvigsson (SWE)    | 16.                        |
| 124                        | Matteo Moschetti (ITA)     | 73.                        |
| 125                        | Joey Rosskopf (USA)        | 43.                        |
| 126                        | Xabier Azparren (ESP)      | 70.                        |
| 127                        | Filippo Conca (ITA)        | 69.                        |

| Tudor Pro Cycling Team TUD | Tudor Pro Cycling Team TUD     | Tudor Pro Cycling Team TUD |
| -------------------------- | ------------------------------ | -------------------------- |
| Nr.                        | Rytter                         | Placering                  |
| 131                        | Arvid de Kleijn (NED)          | 82.                        |
| 132                        | Sebastian Kolze Changizi (DEN) | 78.                        |
| 133                        | Simon Pellaud (SUI)            | 61.                        |
| 134                        | Rick Pluimers (NED)            | 8.                         |
| 135                        | Roland Thalmann (SUI)          | 32.                        |
| 136                        | Luc Wirtgen (LUX)              | 37.                        |
| 137                        | Maikel Zijlaard (NED)          | 88.                        |

| Terengganu Cycling Team TSG | Terengganu Cycling Team TSG        | Terengganu Cycling Team TSG |
| --------------------------- | ---------------------------------- | --------------------------- |
| Nr.                         | Rytter                             | Placering                   |
| 141                         | Merhawi Kudus (ERI)                | 10.                         |
| 142                         | Wan Abdul Rahman Hamdan (MAS)      | 96.                         |
| 143                         | Irwandie Lakasek (MAS)             | 102.                        |
| 144                         | Nur Amirul Fakhruddin Mazuki (MAS) | 105.                        |
| 145                         | Zuladri Amin Zulkurnain (MAS)      | 104.                        |
| 146                         | Andreas Miltiadis (CYP)            | 75.                         |
| 147                         | Aiman Cahyadi (INA)                | 68.                         |

| Roojai Insurance ROI | Roojai Insurance ROI         | Roojai Insurance ROI |
| -------------------- | ---------------------------- | -------------------- |
| Nr.                  | Rytter                       | Placering            |
| 151                  | Tegshbayar Batsaikhan (MGL)  | 94.                  |
| 152                  | Carter Bettles (AUS)         | 31.                  |
| 153                  | Phuridet Inthapiw (THA)      | 111.                 |
| 154                  | Peerapong Ladngern (THA)     | DNF-3                |
| 155                  | Arttasorn Pansaard (THA)     | 106.                 |
| 156                  | Polychrónis Tzortzákis (GRE) | 109.                 |
| 157                  | Thanachat Yatan (THA)        | 107.                 |

| JCLTeam Ukyo JCL | JCLTeam Ukyo JCL       | JCLTeam Ukyo JCL |
| ---------------- | ---------------------- | ---------------- |
| Nr.              | Rytter                 | Placering        |
| 161              | Nathan Earle (AUS)     | 86.              |
| 162              | Yūma Koishi (JPN)      | 98.              |
| 163              | Masaki Yamamoto (JPN)  | 83.              |
| 164              | Atsushi Oka (JPN)      | 45.              |
| 165              | Giovanni Carboni (ITA) | 28.              |
| 166              | Matteo Malucelli (ITA) | 46.              |
| 167              | Thomas Pesenti (ITA)   | 23.              |

| Saudi-Arabien KSA | Saudi-Arabien KSA                 | Saudi-Arabien KSA |
| ----------------- | --------------------------------- | ----------------- |
| Nr.               | Rytter                            | Placering         |
| 171               | Hassan Aljumah                    | 93.               |
| 172               | Hassan Al Ibrahim                 | 95.               |
| 173               | Azzam Alabdulmunim                | 99.               |
| 174               | Ali Al Shaikhahmed                | 110.              |
| 175               | Ali al Sulaymi                    | 112.              |
| 176               | Ahmed Abdulaziz Mohammed Alomrani | 114.              |
| 177               | Alhur Alkulaif                    | 108.              |

| Movistar Team MOV | Movistar Team MOV       | Movistar Team MOV |
| ----------------- | ----------------------- | ----------------- |
| Nr.               | Rytter                  | Placering         |
| 1                 | Davide Formolo (ITA)    | 6.                |
| 2                 | Carlos Canal (ESP)      | 40.               |
| 3                 | Davide Cimolai (ITA)    | 58.               |
| 4                 | Johan Jacobs (SUI)      | 35.               |
| 5                 | Mathias Norsgaard (DEN) | 39.               |
| 6                 | Lorenzo Milesi (ITA)    | DNF-5             |
| 7                 | Iván Romeo (ESP)        | 9.                |

| UAE Team Emirates UAD | UAE Team Emirates UAD      | UAE Team Emirates UAD |
| --------------------- | -------------------------- | --------------------- |
| Nr.                   | Rytter                     | Placering             |
| 11                    | Rafał Majka (POL)          | 18.                   |
| 12                    | Ivo Oliveira (POR)         | 84.                   |
| 13                    | Rui Oliveira (POR)         | 20.                   |
| 14                    | Finn Fisher-Black (NZL)    | 3.                    |
| 15                    | Vegard Stake Laengen (NOR) | 79.                   |
| 16                    | Sebastián Molano (COL)     | DNS-5                 |
| 17                    | Michael Vink (NZL)         | DNF-4                 |

| Bahrain Victorious TBV | Bahrain Victorious TBV  | Bahrain Victorious TBV |
| ---------------------- | ----------------------- | ---------------------- |
| Nr.                    | Rytter                  | Placering              |
| 21                     | Fred Wright (GBR)       | 14.                    |
| 22                     | Andrea Pasqualon (ITA)  | 72.                    |
| 23                     | Ahmed Madan (BRN )      | 113.                   |
| 24                     | Finlay Pickering (GBR)  | 60.                    |
| 25                     | Dušan Rajović (SRB)     | 59.                    |
| 26                     | Jasha Sütterlin (GER)   | 36.                    |
| 27                     | Edoardo Zambanini (ITA) | 26.                    |

| Team Jayco AlUla JAY | Team Jayco AlUla JAY       | Team Jayco AlUla JAY |
| -------------------- | -------------------------- | -------------------- |
| Nr.                  | Rytter                     | Placering            |
| 31                   | Simon Yates (GBR)          | 1.                   |
| 32                   | Dylan Groenewegen (NED)    | DNS-4                |
| 33                   | Alessandro De Marchi (ITA) | 101.                 |
| 34                   | Lucas Hamilton (AUS)       | 52.                  |
| 35                   | Luka Mezgec (SLO)          | 33.                  |
| 36                   | Jan Maas (NED)             | 54.                  |
| 37                   | Elmar Reinders (NED)       | 30.                  |

| Uno-X Mobility UXM | Uno-X Mobility UXM               | Uno-X Mobility UXM |
| ------------------ | -------------------------------- | ------------------ |
| Nr.                | Rytter                           | Placering          |
| 41                 | Søren Wærenskjold (NOR)          | 53.                |
| 42                 | Anders Halland Johannessen (NOR) | 19.                |
| 43                 | Louis Bendixen (DEN)             | 91.                |
| 44                 | Erlend Blikra (NOR)              | 87.                |
| 45                 | Fredrik Dversnes (NOR)           | 21.                |
| 46                 | Erik Nordsæter Resell (NOR)      | 47.                |
| 47                 | Henrik Breiner Pedersen (DEN)    | 42.                |

| Cofidis COF | Cofidis COF                | Cofidis COF |
| ----------- | -------------------------- | ----------- |
| Nr.         | Rytter                     | Placering   |
| 51          | Bryan Coquard (FRA)        | 7.          |
| 52          | Nicolas Debeaumarché (FRA) | 74.         |
| 53          | Aimé De Gendt (BEL)        | 55.         |
| 54          | Ben Hermans (BEL)          | 29.         |
| 55          | Jonathan Lastra (ESP)      | 12.         |
| 56          | Nolann Mahoudo (FRA)       | 65.         |
| 57          | Ludovic Robeet (BEL)       | 97.         |

| Team dsm-firmenich PostNL DFP | Team dsm-firmenich PostNL DFP | Team dsm-firmenich PostNL DFP |
| ----------------------------- | ----------------------------- | ----------------------------- |
| Nr.                           | Rytter                        | Placering                     |
| 61                            | John Degenkolb (GER)          | 49.                           |
| 62                            | Nils Eekhoff (NED)            | DNS-5                         |
| 63                            | Enzo Leijnse (NED)            | 92.                           |
| 64                            | Niklas Märkl (GER)            | DNF-4                         |
| 65                            | Tim Naberman (NED)            | 89.                           |
| 66                            | Casper van Uden (NED)         | 17.                           |
| 67                            | Bram Welten (NED)             | DNF-5                         |

| Astana Qazaqstan Team AST | Astana Qazaqstan Team AST | Astana Qazaqstan Team AST |
| ------------------------- | ------------------------- | ------------------------- |
| Nr.                       | Rytter                    | Placering                 |
| 71                        | Henok Mulubrhan (ERI)     | DNF-4                     |
| 72                        | Gleb Syritsa (RUS)        | 85.                       |
| 73                        | Igor Tjzhan (KAZ)         | 80.                       |
| 74                        | Anton Kuzmin (KAZ)        | 64.                       |
| 75                        | Daniil Marukhin (KAZ)     | 76.                       |
| 76                        | Nicolas Vinokurov (KAZ)   | 71.                       |
| 77                        | Alessandro Romele (ITA)   |                           |

| Bora-Hansgrohe BOH | Bora-Hansgrohe BOH          | Bora-Hansgrohe BOH |
| ------------------ | --------------------------- | ------------------ |
| Nr.                | Rytter                      | Placering          |
| 81                 | Maximilian Schachmann (GER) | 25.                |
| 82                 | Cesare Benedetti (POL)      | 51.                |
| 83                 | Nico Denz (GER)             | 15.                |
| 84                 | Jonas Koch (GER)            | 11.                |
| 85                 | Matteo Sobrero (ITA)        | 4.                 |

| Soudal Quick-Step SOQ | Soudal Quick-Step SOQ       | Soudal Quick-Step SOQ |
| --------------------- | --------------------------- | --------------------- |
| Nr.                   | Rytter                      | Placering             |
| 91                    | Tim Merlier (BEL)           | 41.                   |
| 92                    | Ayco Bastiaens (BEL)        | 77.                   |
| 93                    | William Junior Lecerf (BEL) | 2.                    |
| 94                    | Bert Van Lerberghe (BEL)    | 67.                   |
| 95                    | Warre Vangheluwe (BEL)      | DNS-5                 |
| 96                    | Jordi Warlop (BEL)          | 48.                   |
| 97                    | Martin Svrček (SVK)         | 66.                   |

| TotalEnergies TEN | TotalEnergies TEN       | TotalEnergies TEN |
| ----------------- | ----------------------- | ----------------- |
| Nr.               | Rytter                  | Placering         |
| 101               | Pierre Latour (FRA)     | 50.               |
| 102               | Fabien Doubey (FRA)     | 27.               |
| 103               | Émilien Jeannière (FRA) | 81.               |
| 104               | Paul Ourselin (FRA)     | 57.               |
| 105               | Julien Simon (FRA)      | 38.               |
| 106               | Jason Tesson (FRA)      | 103.              |
| 107               | Dries Van Gestel (BEL)  | 34.               |

| Euskaltel-Euskadi EUS | Euskaltel-Euskadi EUS          | Euskaltel-Euskadi EUS |
| --------------------- | ------------------------------ | --------------------- |
| Nr.                   | Rytter                         | Placering             |
| 111                   | Andoni López de Abetxuko (ESP) | 44.                   |
| 112                   | Gotzon Martín (ESP)            | 22.                   |
| 113                   | Xabier Berasategi (ESP)        | 63.                   |
| 114                   | Iker Bonillo (ESP)             | 90.                   |
| 115                   | Enekoitz Azparren (ESP)        | 24.                   |
| 116                   | Luis Ángel Maté (ESP)          | 13.                   |
| 117                   | Unai Zubeldia (ESP)            | 100.                  |

| Q36.5 Pro Cycling Team Q36 | Q36.5 Pro Cycling Team Q36 | Q36.5 Pro Cycling Team Q36 |
| -------------------------- | -------------------------- | -------------------------- |
| Nr.                        | Rytter                     | Placering                  |
| 121                        | Gianluca Brambilla (ITA)   | 5.                         |
| 122                        | Fabio Christen (SUI)       | 62.                        |
| 123                        | Tobias Ludvigsson (SWE)    | 16.                        |
| 124                        | Matteo Moschetti (ITA)     | 73.                        |
| 125                        | Joey Rosskopf (USA)        | 43.                        |
| 126                        | Xabier Azparren (ESP)      | 70.                        |
| 127                        | Filippo Conca (ITA)        | 69.                        |

| Tudor Pro Cycling Team TUD | Tudor Pro Cycling Team TUD     | Tudor Pro Cycling Team TUD |
| -------------------------- | ------------------------------ | -------------------------- |
| Nr.                        | Rytter                         | Placering                  |
| 131                        | Arvid de Kleijn (NED)          | 82.                        |
| 132                        | Sebastian Kolze Changizi (DEN) | 78.                        |
| 133                        | Simon Pellaud (SUI)            | 61.                        |
| 134                        | Rick Pluimers (NED)            | 8.                         |
| 135                        | Roland Thalmann (SUI)          | 32.                        |
| 136                        | Luc Wirtgen (LUX)              | 37.                        |
| 137                        | Maikel Zijlaard (NED)          | 88.                        |

| Terengganu Cycling Team TSG | Terengganu Cycling Team TSG        | Terengganu Cycling Team TSG |
| --------------------------- | ---------------------------------- | --------------------------- |
| Nr.                         | Rytter                             | Placering                   |
| 141                         | Merhawi Kudus (ERI)                | 10.                         |
| 142                         | Wan Abdul Rahman Hamdan (MAS)      | 96.                         |
| 143                         | Irwandie Lakasek (MAS)             | 102.                        |
| 144                         | Nur Amirul Fakhruddin Mazuki (MAS) | 105.                        |
| 145                         | Zuladri Amin Zulkurnain (MAS)      | 104.                        |
| 146                         | Andreas Miltiadis (CYP)            | 75.                         |
| 147                         | Aiman Cahyadi (INA)                | 68.                         |

| Roojai Insurance ROI | Roojai Insurance ROI         | Roojai Insurance ROI |
| -------------------- | ---------------------------- | -------------------- |
| Nr.                  | Rytter                       | Placering            |
| 151                  | Tegshbayar Batsaikhan (MGL)  | 94.                  |
| 152                  | Carter Bettles (AUS)         | 31.                  |
| 153                  | Phuridet Inthapiw (THA)      | 111.                 |
| 154                  | Peerapong Ladngern (THA)     | DNF-3                |
| 155                  | Arttasorn Pansaard (THA)     | 106.                 |
| 156                  | Polychrónis Tzortzákis (GRE) | 109.                 |
| 157                  | Thanachat Yatan (THA)        | 107.                 |

| JCLTeam Ukyo JCL | JCLTeam Ukyo JCL       | JCLTeam Ukyo JCL |
| ---------------- | ---------------------- | ---------------- |
| Nr.              | Rytter                 | Placering        |
| 161              | Nathan Earle (AUS)     | 86.              |
| 162              | Yūma Koishi (JPN)      | 98.              |
| 163              | Masaki Yamamoto (JPN)  | 83.              |
| 164              | Atsushi Oka (JPN)      | 45.              |
| 165              | Giovanni Carboni (ITA) | 28.              |
| 166              | Matteo Malucelli (ITA) | 46.              |
| 167              | Thomas Pesenti (ITA)   | 23.              |

| Saudi-Arabien KSA | Saudi-Arabien KSA                 | Saudi-Arabien KSA |
| ----------------- | --------------------------------- | ----------------- |
| Nr.               | Rytter                            | Placering         |
| 171               | Hassan Aljumah                    | 93.               |
| 172               | Hassan Al Ibrahim                 | 95.               |
| 173               | Azzam Alabdulmunim                | 99.               |
| 174               | Ali Al Shaikhahmed                | 110.              |
| 175               | Ali al Sulaymi                    | 112.              |
| 176               | Ahmed Abdulaziz Mohammed Alomrani | 114.              |
| 177               | Alhur Alkulaif                    | 108.              |